# Serie B 1951-1952 (pallacanestro femminile)
La Serie B 1951-1952 è il secondo livello del 21º campionato italiano di pallacanestro femminile, organizzato dalla FIP.
È stato impostato in 4 gironi all'italiana su base inter-regionale. 

## Qualificazioni - Girone A
Squadre iscritte: F.A.R.I.Trieste, Fiaccola Trieste, Fiamma Udine, F.A.R.I. Padova, Internazionale Trieste.
Internazionale Trieste qualificata alla fase Finale Nazionale

## Qualificazioni - Girone B
Squadre iscritte: F.I.A.T. Torino, Pirelli Milano, Sanremese, Cestistica Savona, Saiwa Genova.
S.C.Sanremo qualificata alla fase Finale Nazionale

## Qualificazioni - Girone C
Squadre iscritte: Pall.Pavia, Piedimonte Bologna, Salus et Virtus Piacenza, Lane Rossi Schio, Michelin Trento.
- SPAREGGIO: Pall.Pavia - Salus et Virtus Piacenza 31-30

Pall.Pavia qualificata alla fase Finale Nazionale

## Qualificazioni - Girone D
Squadre iscritte: Stamura, Ancona, Aquila, Civitavecchia, Marcacci Napoli
Stamura Ancona qualificata alla fase Finale Nazionale
Note: la squadra di Ancona si era ritirata prima dell'inizio del campionato, ma fu riammessa all'inizio del girone di ritorno. La squadra di Napoli, invece, giocò il girone di andata ma si ritirò prima dell'inizio del girone di ritorno. Le partite che doveva disputare furono tutte registrate come sconfitte per 0-2 a tavolino. Nella partita Stamura-L'Aquila si giocarono due tempi da 25' invece dei 20' regolamentari per errore arbitrale, ma non ci furono reclami e il risultato finale (un pareggio) fu omologato.

## Finale Nazionale
Le partite sono state giocate a Bologna, sul campo dell'O.A.R.E., nei giorni 3 e 4 maggio 1952.

### Calendario
| unica  | unica | 1ª giornata              |
|        |       |                          |
| 3 mag. | 42-35 | Pavia - Sanremese        |
| 3 mag. | 40-35 | Stamura - Internazionale |

| unica  | unica | 2ª giornata            |
|        |       |                        |
| 4 mag. | 34-32 | Sanremese - Stamura    |
| 4 mag. | 32-25 | Pavia - Internazionale |

| unica  | unica | 1ª giornata              |
|        |       |                          |
| 3 mag. | 42-35 | Pavia - Sanremese        |
| 3 mag. | 40-35 | Stamura - Internazionale |

| unica  | unica | 2ª giornata            |
|        |       |                        |
| 4 mag. | 34-32 | Sanremese - Stamura    |
| 4 mag. | 32-25 | Pavia - Internazionale |

| \| unica \| unica \| 3ª giornata \| \| \| \| \| \| 4 mag. \| 32-30 \| Stamura - Pavia \| \| 4 mag. \| 31-17 \| Sanremese - Internazionale \| |       |                            |
| unica | unica | 3ª giornata                |
| |       |                            |
| 4 mag. | 32-30 | Stamura - Pavia            |
| 4 mag. | 31-17 | Sanremese - Internazionale |

| unica  | unica | 3ª giornata                |
|        |       |                            |
| 4 mag. | 32-30 | Stamura - Pavia            |
| 4 mag. | 31-17 | Sanremese - Internazionale |

### Classifica
|  | Pos. | Squadra                | Pt | G | V | N | P | PtF | PtS |
|  | ---- | ---------------------- | -- | - | - | - | - | --- | --- |
|  | 1.   | Pallacanestro Pavia    | 4  | 3 | 2 | 0 | 1 | 104 | 92  |
|  | 2.   | S.C. Sanremo           | 4  | 3 | 2 | 0 | 1 | 100 | 91  |
|  | 3.   | Stamura Ancona         | 4  | 3 | 2 | 0 | 1 | 104 | 99  |
|  | 4.   | Internazionale Trieste | 0  | 3 | 0 | 0 | 3 | 77  | 103 |

Legenda:
      Promossa in Serie A 1952-1953.
Regolamento:
Due punti a vittoria, uno al pareggio, zero alla sconfitta.
A parità di punti, la classifica si determina conteggiando la maggior differenza punti.

## Verdetti
- Promosse in Serie A 1952/53: Pallacanestro Pavia e S.C. Sanremo.